# Succès Masra
Succès Masra (ur. 30 sierpnia 1983) – czadyjski przedsiębiorca i polityk, od stycznia do maja 2024 roku premier Czadu.

## Życiorys
Urodził się w 1983 roku.
Na początku swojej kariery politycznej był przeciwnikiem prezydenta Mahamat Déby Itno. W październiku 2022 roku stanął na czele antyrządowych manifestacji, a po ich krwawym stłumieniu przez wojsko musiał uciekać z kraju. W listopadzie 2023 roku porozumiał się z Déby Itno i powrócił do Czadu. 1 stycznia 2024 roku, po dymisji Saleha Kebzabo, został premierem Czadu.
Kandydował w wyborach prezydenckich, które odbyły się 6 maja 2024 roku. Jego kontrkandydat, dotychczasowy przywódca Czadu Mahamat Déby został ogłoszony zwycięzcą wyborów przez Narodową Agencję Zarządzania Wyborami (ANGE), według której zdobył 61,3% głosów, a Masra 18,53%. Tuż przed ogłoszeniem wyników Masra zarzucił fałszerstwa wyborcze i ogłosił swoje zwycięstwo w mediach społecznościowych.
22 maja Masra złożył dymisję ze stanowiska premiera.